# جاك هاربر (لاعب كرة قاعدة)
جاك هاربر (بالإنجليزية: Jack Harper) هو لاعب كرة قاعدة أمريكي، ولد في 5 أغسطس 1893 في هندريكس في الولايات المتحدة، وتوفي في 18 يونيو 1927 في هالستيد في الولايات المتحدة.

## وصلات خارجية
- جاك هاربر على موقعبيزبول رفرنس.كوم (الدوري الرئيسي) (الإنجليزية)
- جاك هاربر على موقعبيزبول رفرنس.كوم (الدوري الثانوي) (الإنجليزية)